# Ifenprodile
L'ifenprodile è un inibitore di recettori NMDA, in particolare delle subunità GluN1 (recettore NMDA legato a glicina, subunità 1) e GluN2B (recettore NMDA legato a glutammato, subunità 2). In aggiunta, l'ifenprodile inibisce i canali GIRK e interagisce con i recettori alfa1 adrenergici, della serotonina e sigma.
I recettori NMDA sono recettori multimerici, ionotropici e glutammato sensibili composti da quattro subunità. GluN1 è indispensabile per l'espressione funzionale della proteina. Tra le altre subunità vi sono GluN2A, GluN2B, e il recentemente scoperto GluN3. L'ifenprodile blocca selettivamente i recettori NMDA che contengono la subunità GluN2B.